# Карло Коберський
Карло Кобе́рський (1890, Залісся, сучасне Підкарпатське воєводство — 1940) — український громадський і політичний діяч, кооператор, теоретик, публіцист, доцент Української господарської академії в Подєбрадах, дійсний член НТШ.

## Життєпис
Народився 1890 р. у с. Залісся (Жешувське воєводство). Перед Першою світовою війною закінчив юридичний факультет у Львівському університеті. Мобілізований як офіцер до австрійської армії, він домігся переведення до українських частин і брав активну участь у визвольних змаганнях. Добровольцем вступив до УГА. Після переходу УГА за Збруч продовжив брати участь у визвольних змаганнях. Потім був інтернований в польських таборах, опинився у Чехословаччині, де одразу прилучився до кооперативного руху.
З 1928 редактор кооперативного журналу «Кооперативна Республіка» та інших видань Ревізійного Союзу Український Кооператив у Львові, член Головного Секретаріату Української Радикальної Партії. Автор політичних (часто під псевдонімом Пушкар) і економічних статей. З більших праць: «Українське народництво по обох боках Збруча»(1924 р.), «Економіка приватних підприємств» та ін.
Після радянської анексії західноукраїнських земель 1939 року намагався перебратися на захід, але був схоплений НКВС і з того часу вважається зниклим безвісти.

## Праці
- Націоналізм. Критика фраз. Львів, 1933;
- Світ капіталу і світ праці. Львів, 1934;
- Великі проблеми сучасної господарської політики. Львів, 1935;
- Сучасна економія (Наука про народне господарство. Приступний виклад). Львів, 1935;
- Україна в світовому господарстві. Львів, 1935;
- Планове господарство: Велика проблема нашої доби. Львів, 1937;
- Солідаризм як одна з підставових прикмет української психіки (Ю. Липа «Призначення України». Л., 1938) // Кооп. респ. 1938. Ч. 6.

## «Україна в світовому господарстві»

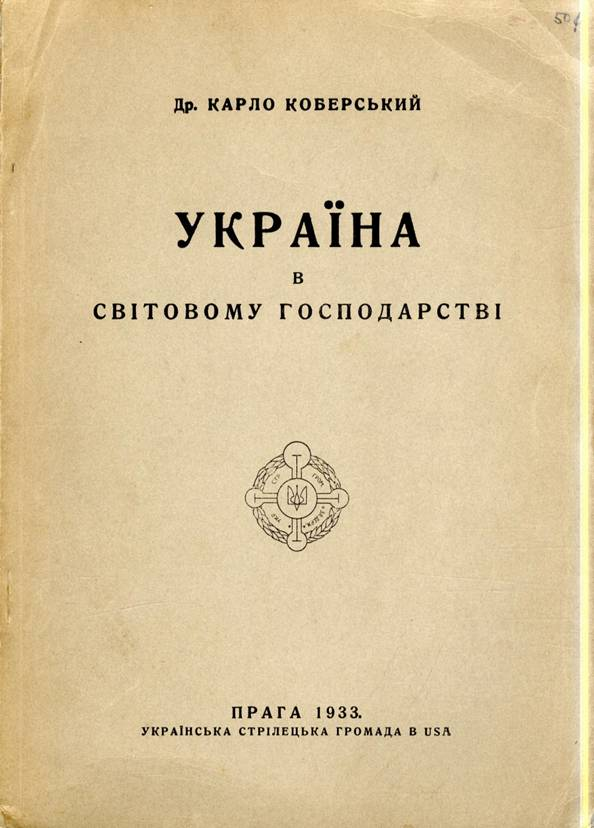
Україна в світовому господарстві

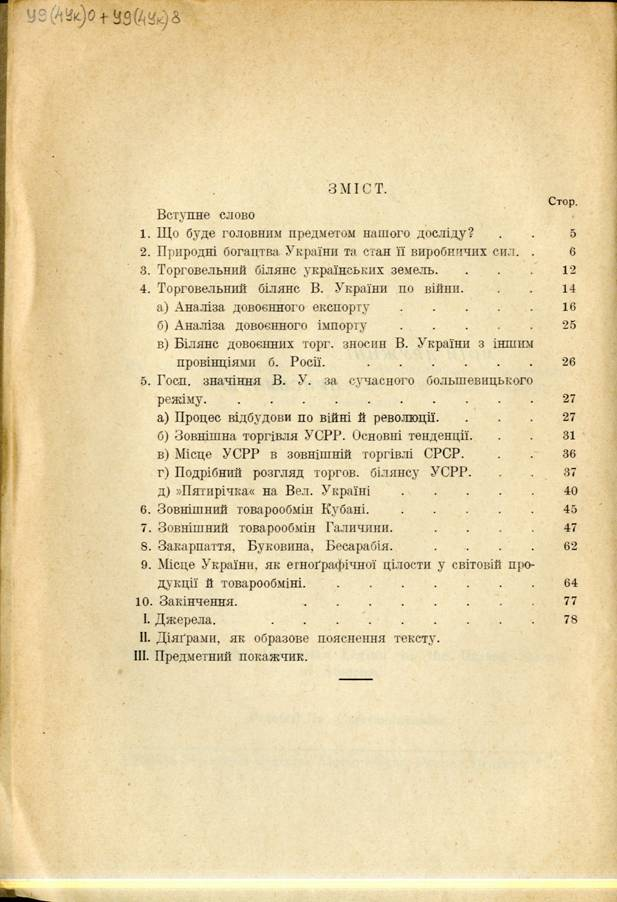
Україна в світовому господарстві

Головним предметом досліду в своїй книжці Коберський вважав експорт, імпорт а також торговельний баланс.
В наступній табличці Коберський подає статистичні дані про те як Україна хоч і повільно, але відбудовує свої господарські позиції після Світової війни. Табличка складена на основі різних джерел. Окремі її позиції як повільно йде відбудова навіть таких відносно неважких ділянок, як примітивне сільське господарство. Це цифри за останні тодішні роки, тому що як зазначає Карло, якби взяти всі роки то ми б побачили жахливі цифри спаду продукції.  В цій таблиці також можна визначити роль України в цілому Радянському Союзі (останній рядок). Таблиця цікава під кожним кутом. Вона говорить передусім про те, що українське селянство відбудовує швидшим темпом свою тваринну продукцію ніж рослинну.

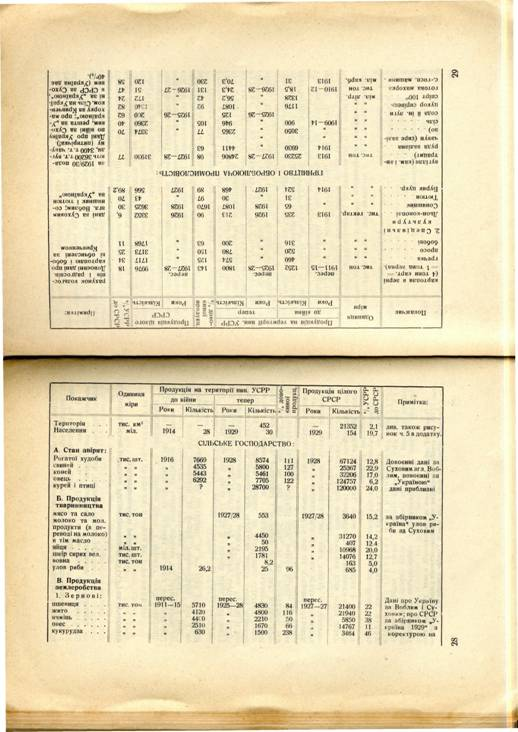
Україна в світовому господарстві

Також надзвичайно цікавими є схеми Коберського.
На першій схемі він показує величини територій, орних площ, а також кількість та стан коней в різних країнах. Легко помітити що кількість коней як і територія найбільшою була в СРСР. Натомість орна площа найбільшою є в Франції.

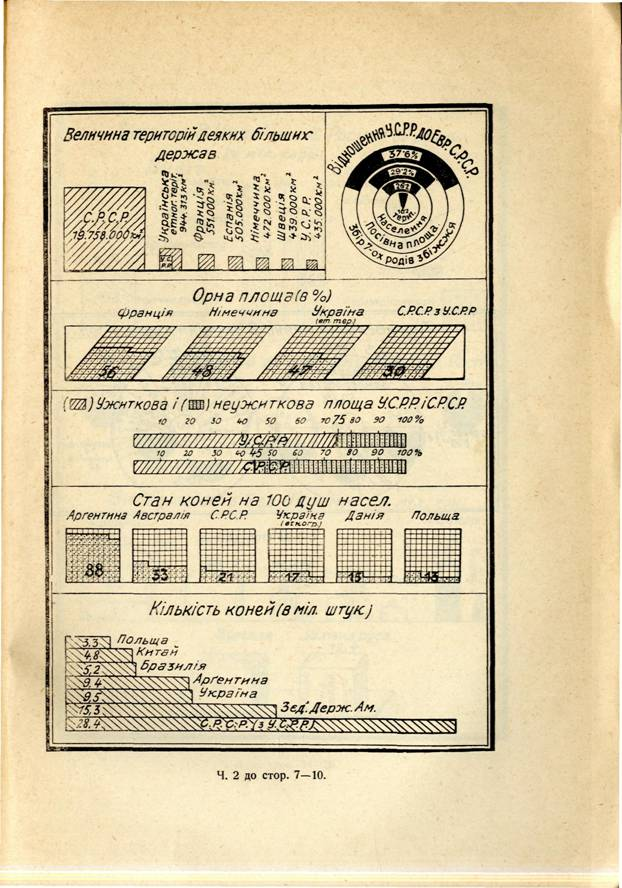
Україна в світовому господарстві

На наступних схемах ми можемо побачити торговельний баланс України 1909—1911рр, зносини України з Росією до війни. Найбільше вивозилось з України в ті роки продукти землеробства(50.1 %) а ввозилась мануфактура (39 %). Вивозилось багато пшениці (2.3 млн тон) і ячменю (2.2 млн тон).

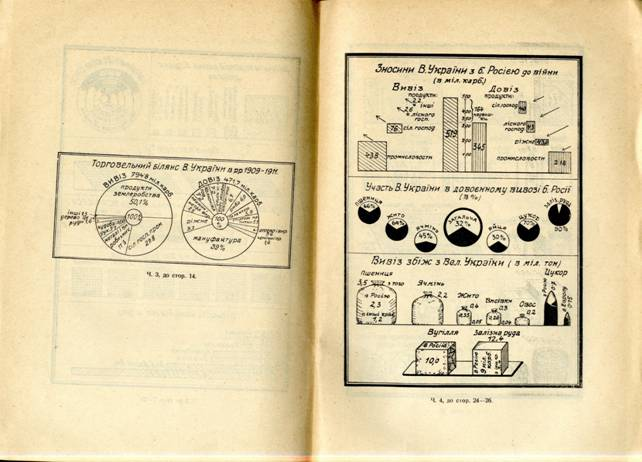
Україна в світовому господарстві

Наступні схеми: «Участь УСРР в продукції СРСР», «Структура вивозу і довозу УСРР 1926—1927 рр» і «Торговельний баланс Галичини» також є не менш цікавими.
Схема «Участь УСРР в продукції СРСР» ілюструє табличку першу.
На схемі другій показано що вивіз з України переважало землеробство(52.9 %), а ввіз металеві вироби(41 %).

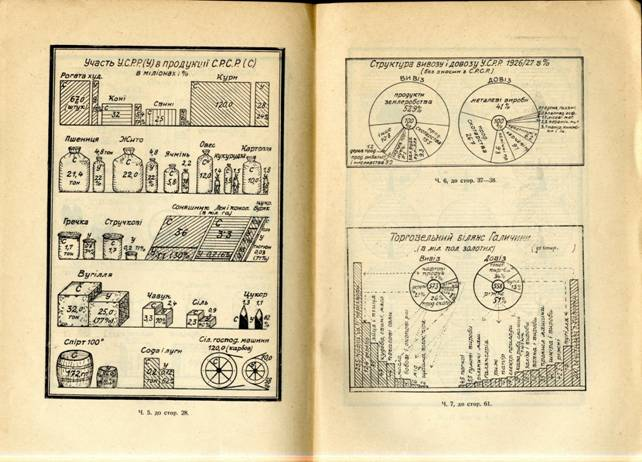
Україна в світовому господарстві

На схемі «Відношення продукції України до світової продукції» Коберський показує, що найбільша частка Української продукції в світовій є частка ячменю, яка становить 17 %, а найменшою є частка нафти (0.5 %).
На схемі «Експорт головних товарів України» добре видно, що значно переважав експорт вугілля (якщо брати за кількістю тонн) і пшениця (якщо брати за ціною в доларах).
На схемі «Відношення експорту України до світового експорту» чітко видно що переважав експорт цукру, який становив 60 %.

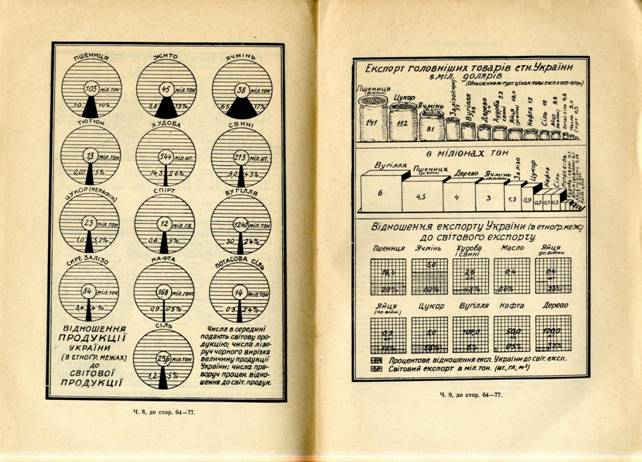
Україна в світовому господарстві

Місце України в світовому господарстві випливає само собою з приведених даних і цифр.
«Пам'ятати треба лише одне: все пливе. Усе життя знаходиться в постійному русі, особливо господарське. Що було вчора може не бути завтра, двигуном усього цього є в першу чергу сама людина…»  К. Коберський
Джерела, які використовував Коберський при написанні книги:

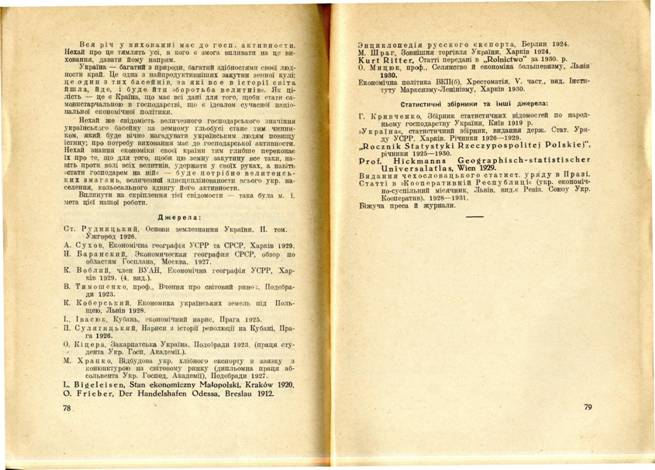
Україна в світовому господарстві